# Clifton Webb
Clifton Webb (Webb Parmelee Hollenbeck: Indianápolis, 19 de noviembre de 1889 - Beverly Hills, 13 de octubre de 1966) fue un actor de carácter, bailarín y cantante estadounidense muy reconocido por sus interpretaciones de personajes aristocráticos.

## Biografía

### Inicios
Nació en una zona rural del Grant (Indiana) que hoy forma parte de la ciudad de Indianápolis. Por este motivo, todas las fuentes dan a esta localidad como su lugar de nacimiento. Los padres de Webb eran Jacob Grant Hollenbeck (1867 – 2 de mayo de 1939), hijo de un tendero de Indiana, y Mabelle A. Parmelee o Parmalee (24 de marzo de 1869–17 de octubre de 1960), hija de un maquinista de ferrocarril.
En 1892, la madre de Webb se trasladó a Nueva York con su amado "pequeño Webb", como le llamó a lo largo de toda su vida. Ella evitaba preguntas sobre su marido diciendo, "Nunca hablamos de él. A él no le preocupaba el teatro".
Con tutor privado, Webb empezó a tomar clases de baile y de interpretación a los cinco años de edad. Debutó en el teatro a los siete años en el impresionante escenario del Carnegie Hall, actuando junto al Teatro de los Niños de Nueva York en la obra de Palmer Cox The Brownies. Este éxito fue seguido por una gira de vodevil interpretando The Master of Charlton Hall, siguiendo a continuación primeros papeles como Oliver Twist y Tom Sawyer en Huckleberry Finn. Entre las representaciones, Mabelle hizo que estudiara pintura con el renombrado Robert Henri y canto con el igualmente famoso Victor Maurel. Cuando cumplió 17 años cantaba uno de los papeles secundarios de la opereta Mignon, producida por la compañía de Boston Aborn Opera Company.

### Carrera
A los diecinueve años, Webb ya era una bailarín profesional de salón y, con el nombre teatral de "Clifton Webb", cantó y bailó en unas dos docenas de operetas antes de debutar en el teatro de Broadway con el papel de Bosco en la obra The Purple Road, la cual se estrenó en el Teatro Liberty el 7 de abril de 1913 y tuvo 136 representaciones antes de su clausura en agosto. Su madre (en el reparto como Mabel Parmalee) también formaba parte de la función en la noche del estreno. Su siguiente musical fue Dancing Around, obra de Sigmund Romberg en la que figuraba como estrella Al Jolson. Se estrenó en el Teatro Winter Garden el 10 de octubre de 1914, y llegó a las 145 representaciones, finalizando en febrero de 1915. Ese mismo año, Webb formó parte de la revista multiestelar Town Topics, de Ned Wayburn, en la cual había 117 artistas, incluyendo a Will Rogers, y que se estrenó en Teatro Century el 23 de septiembre de 1915. Cerró tras 68 funciones el 20 de noviembre de 1915. En 1916 también trabajó en la opereta de Cole Porter See America First, estrenada en el Teatro Maxine Elliott el 28 de marzo, y retirada tras 15 funciones el 8 de abril. En 1917, durante la Primera Guerra Mundial, representó en 233 ocasiones la obra de Jerome Kern Love o'Mike, estrenada en el Teatro Shubert el 15 de enero. Posteriormente se representó en los teatros Maxine Elliott y Casino, con una última función el 29 de septiembre. La futura estrella de la serie televisiva Mama Peggy Wood estaba también en el reparto. La última obra en la que Webb trabajó en la década de 1910s fue el musical Listen Lester, que fue la más representada de todas, con 272 funciones. Se estrenó en el Teatro Knickerbocker el 23 de diciembre de 1918, y se clausuró en agosto de 1919.

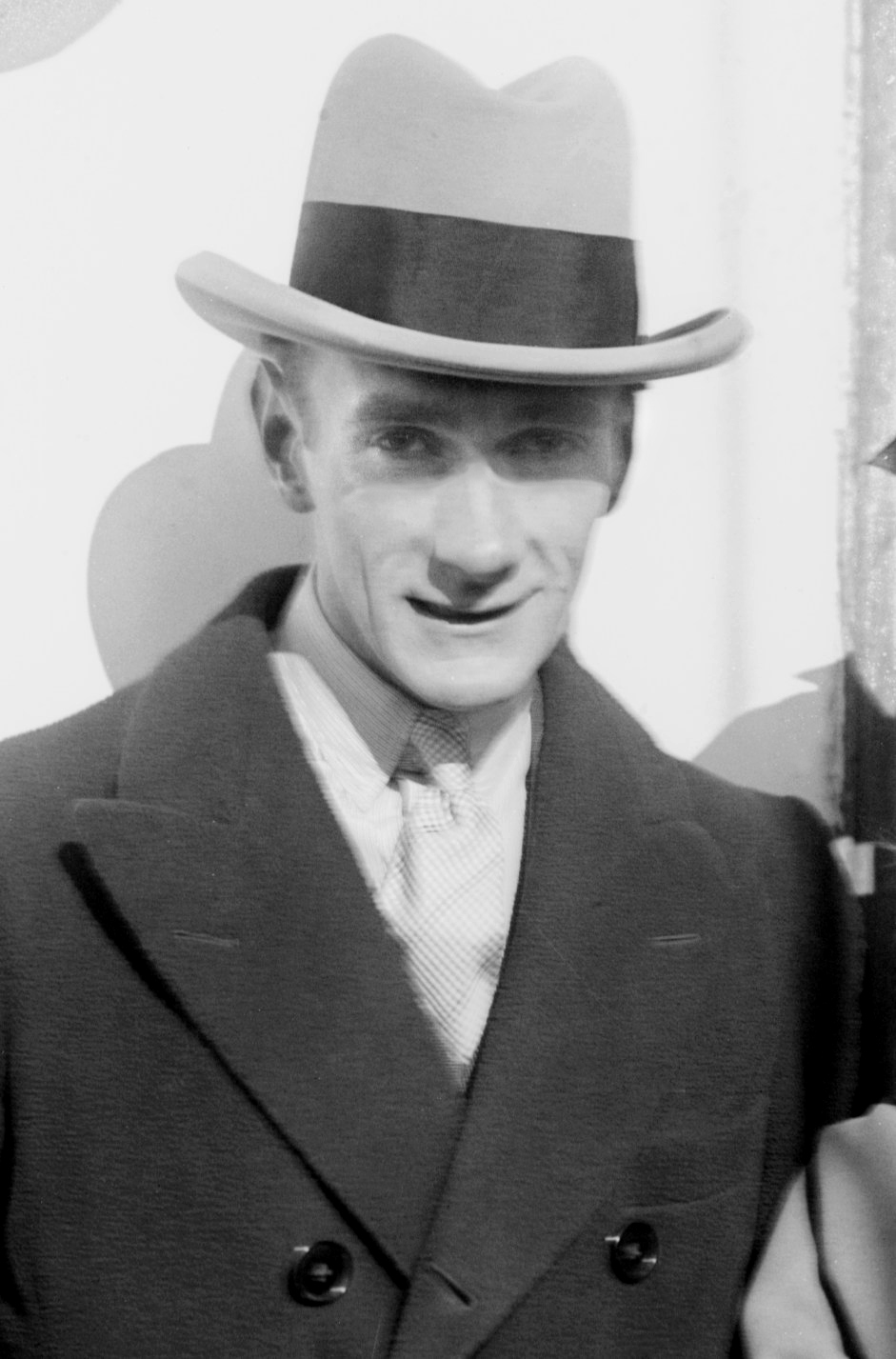
Clifton Webb, 1923.

En los años veinte Clifton Webb trabajó por lo menos en ocho obras en Broadway, con otras numerosas actuaciones en la escena, incluyendo vodevil, y con varias intervenciones en películas del cine mudo. La revista As You Were, con canciones adicionales de Cole Porter, se estrenó en el Teatro Central el 29 de enero de 1920 y se clasuró el 29 de mayo de ese año tras 143 funciones. Ocupado con el cine, las giras y el vodevil, no volvió a Broadway hasta 1923, con el musical Jack and Jill (Teatro Globe), que tuvo 92 funciones entre el 22 de marzo de 1923 y el 9 de junio de ese año, y con la comedia de Lynn Starling Meet the Wife, estrenada el 26 de noviembre de 1923 y finalizada en agosto de 1924. En esta obra trabajaba Humphrey Bogart, con 24 años de edad entonces. 

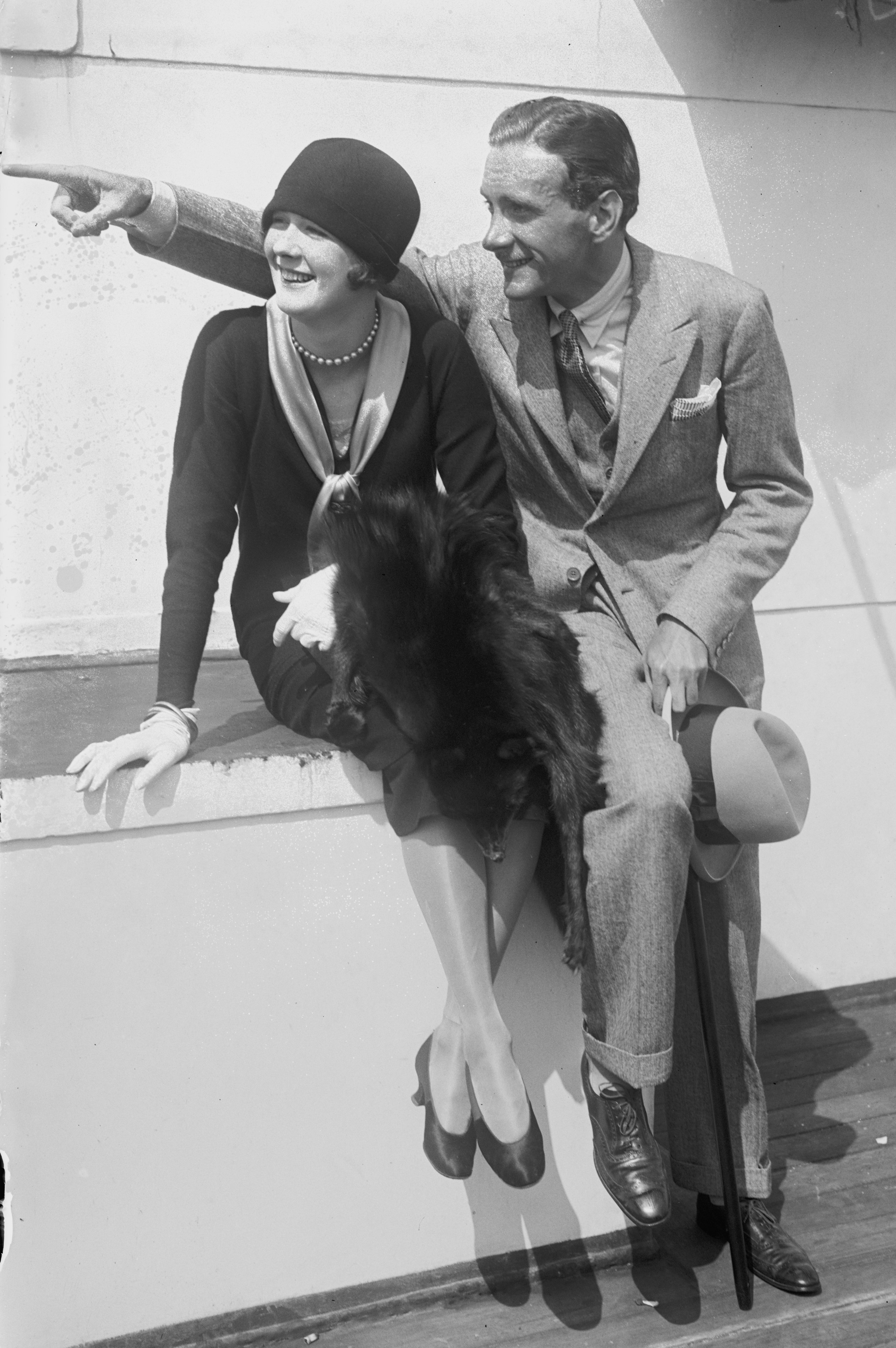
Webb junto a Marilyn Miller, Clifton Webb fue en vida un referente de la elegancia y la sofisticación masculina.

En 1925, Webb actuó junto a la estrella del vodevil y del cine mudo Mary Hay. Ese mismo año, cuando ella y su marido, Richard Barthelmess, protagonista de la película Tol'able David, decidieron producir y protagonizar su propio film New Toys, eligieron a Webb como segundo protagonista. La película fue un éxito financiero, pero Webb no actuó en el cine otra vez hasta diecinueve años más tarde. 
El sostén de Webb era el teatro de Broadway. Entre 1913 y 1947 actuó en 23 obras en Broadway, al principio en papeles secundarios importantes, para ir progresando a los papeles protagonistas. Lanzó "Easter Parade", de Irving Berlin, y "I've Got a Crush on You", de George y Ira Gershwin en Treasure Girl (1928); "I Guess I'll Have to Change My Plan", de Arthur Schwartz y Howard Dietz en The Little Show (1929) y "Louisiana Hayride" en el musical Flying Colors (1932); y finalmente "Not for All the Rice in China", de Irving Berlin, en As Thousands Cheer (1933).
La mayoría de las obras en las que trabajó en Broadway eran musicales, pero también protagonizó La importancia de llamarse Ernesto, de Oscar Wilde, y Blithe Spirit y Present Laughter, ambas de su buen amigo Noel Coward, con personajes que Coward escribió pensando en Webb. 
Webb era amigo y compañero de trabajo en Broadway de la cantante bisexual Libby Holman. Webb y su madre solían pasar las vacaciones con Holman, y su amistad continuó hasta mediados los años cuarenta.
Sus credenciales en Broadway eran impresionantes y sus actuaciones en Londres eran elogiadas por la crítica, pero Hollywood era otra historia. Tras New Toys y otra película muda en 1925 The Heart of a Siren, fue clasificado como actor de carácter con el estereotipo de un exigente y decadente esnob. Aun así, cuando Webb estaba en la cincuentena el actor/director Otto Preminger le eligió, a pesar de las objeciones del jefe de la 20th Century Fox Darryl F. Zanuck, para interpretar al elegante pero malvado periodista radiofónico Waldo Lydecker, el cual estaba obsesionado con el personaje de Gene Tierney, en la película de cine negro de 1944 Laura. Su actuación fue recibida con elogios y le convirtió en una estrella cinematográfica insólita. A pesar de las objeciones originales de Zanuck, Webb firmó inmediatamente un contrato a largo término con la Fox. Dos años más tarde volvió a trabajar con Tierney en The Razor's Edge (El filo de la navaja) (1946), en el papel del elitista Elliott Templeton. Por ambas películas Webb recibió una nominación al Oscar al mejor actor de reparto. 
Webb fue nominado al Oscar al mejor actor en 1949 por Sitting Pretty (Niñera moderna), la primera de una serie de tres comedias centradas en el personaje "Mr. Belvedere". En la película de 1950 Cheaper by the Dozen (Trece por docena), Webb y Myrna Loy interpretaban a Frank y Lillian Gilbreth, expertos en rendimiento en la vida real, padres de doce hijos y autores del libro que inspiró el film.
Los siguientes papeles de Webb incluían el del profesor Thornton Sayre, que en su juventud fue conocido como el ídolo del cine mudo Bruce "Dreamboat" Blair, personaje que aparece en la película de 1952 Dreamboat. También en 1952, interpretó a John Philip Sousa en Stars and Stripes Forever. En 1953 tuvo su papel más dramático como el marido de la infiel Barbara Stanwyck en Titanic (El hundimiento del Titanic), y en 1954 interpretó al ficticio novelista John Frederick Shadwell en Three Coins in the Fountain (Creemos en el amor). En el film de 1957 Boy on a Dolphin (La sirena y el delfín), trabajó junto a Alan Ladd y a Sofía Loren, interpretando a un rico coleccionista que disfrutaba obteniendo antigüedades griegas ilegales.
El elegante gusto de Webb le mantuvo durante décadas en las listas de los mejor vestidos de Hollywood. Su vida escrupulosamente privada le mantuvo alejado de cualquier tipo de escándalo. En la vida real su manera de ser era muy cercana a la del personaje Lynn Belvedere—tenía una devoción intensa, casi edípica, a su madre, que fue siempre su compañera y que vivió con él hasta su muerte con  91 años. En la vida privada, Webb quizás encajaba como un homosexual, aunque podría definírsele mejor como asexual, dado que el  único objeto de su amor y ternura fue su madre.
Tras la muerte de su madre, llegó el declive en la vida y en la carrera de Webb. Inconsolable tras su pérdida, completó un último papel como sacerdote católico en Satan Never Sleeps (Satanás nunca duerme), de Leo McCarey. La película, cuya historia se desarrollaba en China, mostraba la victoria de los ejércitos de Mao Tse-tung en la guerra civil china, la cual finalizó con su ascensión al poder en 1949, pero en la realidad se rodó en Inglaterra durante el verano de 1961, usando decorados de la película de 1958 The Inn of the Sixth Happiness, que tenía el mismo entorno.

### Fallecimiento
Webb pasó los últimos cinco años de su vida recluido en su domicilio de Beverly Hills, California. Falleció por un infarto agudo de miocardio a los 76 años de edad. 
Está enterrado en la cripta 2350, corredor G-6, de la Abbey of the Psalms en el cementerio Hollywood Forever.
Clifton Webb tiene una estrella en el Paseo de la Fama de Hollywood, en el 6840 de Hollywood Boulevard.

## Filmografía
- Polly with a Past (1920) (Metro Pictures)... Harry Richardson (no acreditado)
- Let Not Man Put Asunder (1924) (Vitagraph)... Mayor Bertie (no acreditadco)
- New Toys (1925) (First National Pictures)... Tom Lawrence
- The Heart of a Siren (1925) (First National Pictures)... Maxim
- The Still Alarm (1930) comedia corta de sketch (Vitaphone)... Hombre de negocios en una habitación de un hotel en llamas
- Laura (1944) (20th Century Fox)... Waldo Lydecker
- The Dark Corner (Envuelto en la sombra) (1946) (20th Century Fox)... Hardy Cathcart
- The Razor's Edge (El filo de la navaja) (1946) (20th Century Fox)... Elliott Templeton
- Sitting Pretty (Niñera moderna) (1948) (20th Century Fox)... Lynn Belvedere
- Mr. Belvedere Goes to College (Mr. Belvedere estudiante) (1949) (20th Century Fox)... Lynn Belvedere
- Cheaper by the Dozen (Trece por docena) (1950) (20th Century Fox)... Frank Bunker Gilbreth
- For Heaven's Sake (¿Se puede entrar?) (1950) (20th Century Fox)... Charles/Slim Charles
- Mr. Belvedere Rings the Bell (El genio se divierte) (1951) (20th Century Fox)... Lynn Belvedere
- Elopement (1951) (20th Century Fox)... Howard Osborne
- Dreamboat (1952) (20th Century Fox)... Prof. Thornton Sayre/Dreamboat/Bruce Blair
- Stars and Stripes Forever (1952) (20th Century Fox)... John Philip Sousa
- Titanic (El hundimiento del Titanic) (1953) (20th Century Fox)... Richard Ward Sturges
- Mister Scoutmaster (1953) (20th Century Fox)... Robert Jordan
- Three Coins in the Fountain (Creemos en el amor, 1954) (20th Century Fox)... John Frederick Shadwell
- Woman's World (El mundo es de las mujeres) (1954) (20th Century Fox)... Ernest Gifford
- The Man Who Never Was (El hombre que nunca existió) (1956) (20th Century Fox)... Ewen Montagu
- Boy on a Dolphin (La sirena y el delfín) (1957) (20th Century Fox)... Victor Parmalee
- The Remarkable Mr. Pennypacker (1959) (20th Century Fox)... Mr. Horace Pennypacker
- Holiday for Lovers (Vacaciones para enamorados) (1959) (20th Century Fox)... Robert Dean
- Satan Never Sleeps (Satanás nunca duerme) (1962) (20th Century Fox)... Padre Bovard

## Teatro
- Present Laughter (1946)
- Blithe Spirit (1941)
- The Importance of Being Earnest (1939)
- You Never Know (1938)
- And Stars Remain (1936)
- As Thousands Cheer (1933)
- Flying Colors (1932)
- Three's a Crowd (1930)
- The Little Show (1929)
- Treasure Girl (1928)
- She's My Baby (1928)
- Sunny (1925)
- Parasites (1924)
- Meet the Wife (1923)
- Jack and Jill (1923)
- As You Were (1920)
- Listen Lester (1918)
- Love o' Mike (1917)
- See America First (1916)
- Ned Wayburn's Town Topics (1915)
- Dancing Around (1914)
- The Purple Road (1913)

## Premios y distinciones
Premios Óscar
| Año  | Categoría              | Película             | Resultado |
| ---- | ---------------------- | -------------------- | --------- |
| 1945 | Mejor actor de reparto | Laura                | Nominado  |
| 1947 | Mejor actor de reparto | El filo de la navaja | Nominado  |
| 1949 | Mejor actor            | Niñera moderna       | Nominado  |